# Balanus similis
Balanus similis is een zeepokkensoort uit de familie van de Balanidae. De wetenschappelijke naam van de soort is voor het eerst geldig gepubliceerd in 1922 door Weltner.